# Harmonia (ゲーム)
『Harmonia -ハルモニア-』は、Key15周年メモリアル作品としてビジュアルアーツのゲームブランド・Keyが制作したコンピュータゲーム。海外先行販売としてSteamにて2016年9月23日発売され、その後、コミックマーケット91にて販売された。さらにそのあと、国内向け一般販売として、2017年5月26日にゲームの付属するバージョンと特典物のみバージョンの2種類が発売された。2022年10月20日にはプロトタイプよりNintendo Switch版が発売。

## 概要
ビジュアルアーツが提唱するキネティックノベルの第2弾。戦争により荒廃した近未来の町を舞台に、１人のフィロイドである少年と１人の少女の出会い、そして町の住人らとの心の交流を描いた作品であり、第1弾の『planetarian 〜ちいさなほしのゆめ〜』と似たような世界観となっている。同作を最後に、樋上いたるがKey（ビジュアルアーツ）を退社している。
Nintendo Switch版では、これまで声がついていたシオナ、ティピィ、マッドに加え主人公のレイやモブキャラクターにも声がついたフルボイスとなっている。また、コントローラ操作だけでなくタッチ操作にも対応している。

## 登場人物
レイ
声 - 西谷亮（Switch版）
本作の主人公で感情人形（フィロイド）の少年。とある施設で目覚め、本能でニンゲンを探し砂漠を彷徨っていたところをシオナに保護される。
シオナ
声 - 水橋かおり
町の教会に住む少女。歌が好き。感情を色や形で表現する。
ティピィ
声 - 久野美咲
町の中の図書館の奥に住む少女。シオナからは「青い子」と呼ばれ、町の人も存在を知っているが誰も近づきたがらない。
マッド
声 - 三宅健太
町で雑貨屋を営む強面の男。

## スタッフ
- 企画・ディレクター・シナリオ - 魁
- 原案・シナリオ - 中村綴
- シナリオ協力 - 箕崎准、小椋正雪
- 原画 - 樋上いたる
- 音楽 - 折戸伸治、水月陵、竹下智博
- エグゼクティブプロデューサー - 馬場隆博

## 主題歌・音楽
「届けたいメロディ」
北沢綾香によるメインテーマ。作詞は魁、作曲は折戸伸治、編曲は塚越雄一朗（NanosizeMir）。
「永遠の星へ」
霜月はるかによる挿入歌。作詞は魁、作曲は竹下智博、編曲はMeeon。